# Šumarina
Šumarina (mađ. Benge, srp. Шумарин, narodski Бенга), naselje u Gradu Belom Manastiru Osječko-baranjske županije (Republika Hrvatska). 

## Zemljopisni položaj
Šumarina je smještena u sjeverozapadnom dijelu Baranje, u mikroregiji Karašičke aluvijalne nizine Istočnohrvatske ravnice. Udaljena je 3 km od gradskog naselja Belog Manastira, 35 km sjeverno od Osijeka i 27 km južno od grada Mohača u Mađarskoj (16 km od graničnog prijelaza Duboševica), na nadmorskoj visini od 91 m. Nalazi se na križištu županijske ceste Ž4035 (Šumarina - D517) i lokalnih cesta L44006 (Luč /Ž4034/ - Šumarina /Ž4035/) i L44008 (Šumarina /Ž4035/ - Šećerana - Ž4036).

## Stanovništvo
Za popisne godine 1880., 1890., 1921. i 1931. uključeni su i podaci za dio naselja Širine.
| broj stanovnika | 371   | 355   | 477   | 527   | 322   | 310   | 486   | 538   | 331   | 369   | 413   | 485   | 606   | 655   | 567   | 486   | 421   |
|                 | 1857. | 1869. | 1880. | 1890. | 1900. | 1910. | 1921. | 1931. | 1948. | 1953. | 1961. | 1971. | 1981. | 1991. | 2001. | 2011. | 2021. |

## Povijest
Naselje Benge (nakon Prvog svjetskog rata: Šumarina) imalo je 1591. godine slavensko stanovništvo. Naseljeno je bilo i 1687. godine. Nakon toga je opustjelo. Ne zna se vrijeme ponovnog naseljavanja. Godine 1712. u naselju su živjeli Južni Slaveni - katolici. Početkom 19. stoljeća počinju se doseljavati Nijemci, čiji broj nije nadmašio broj Južnih Slavena.
Do 1991. godine naselje Širine (mađ. Braidaföld) bile su zaselak naselja Šumarina.

## Gospodarstvo
Gospodarsku osnovu Šumarine čine ratarstvo, stočarstvo i trgovina.

## Šport
NK Šampion

## Poznate osobe
- Saša Šipek, poznati pisac i pjesnik.

## Znamenitosti i zanimljivosti
- Šumarina ima vlastitu župu sv. Josipa Radnika, čija je crkva dovršena 2005., a sama izgradnja započeta je 1984. godine. Pripada Baranjskom dekanatu Đakovačke i srijemske biskupije. Do 2005. godine bogoslužje se obavljalo u adaptiranoj kapeli-kući.